# Rolf Haller
Pour les articles homonymes, voir Haller.
Rolf Haller, né le 9 août 1957 à Villingen-Schwenningen, est un coureur cycliste allemand. Professionnel durant deux saisons, il a notamment remporté une étape du Tour d'Espagne 1980.

## Palmarès
- 1980
  - 13e étape du Tour d'Espagne
  - 2e du championnat d'Allemagne de cyclo-cross

## Résultats sur les grands tours

### Tour de France
1 participation
- 1980 : non-partant (7ea étape)

### Tour d'Espagne
1 participation
- 1980 : abandon (19e étape), vainqueur de la 13e étape